# Giang Hán
Giang Hán (tiếng Trung: 江汉区, Hán Việt: Giang Hán khu) là một quận của thành phố Vũ Hán (武汉市), thủ phủ tỉnh Hồ Bắc, Cộng hòa Nhân dân Trung Hoa. Quận này có diện tích 33,43 km², dân số là 647,392 người (2020). Quận Giang Hán có 13 nhai đạo, và được phân ra 114 ủy ban xã khu cư, 5 ủy ban thôn. Trong lịch sử, đây là trấn Hán Khẩu, hiện nay là một quận trung tâm của Vũ Hán.